# 積翠寺温泉

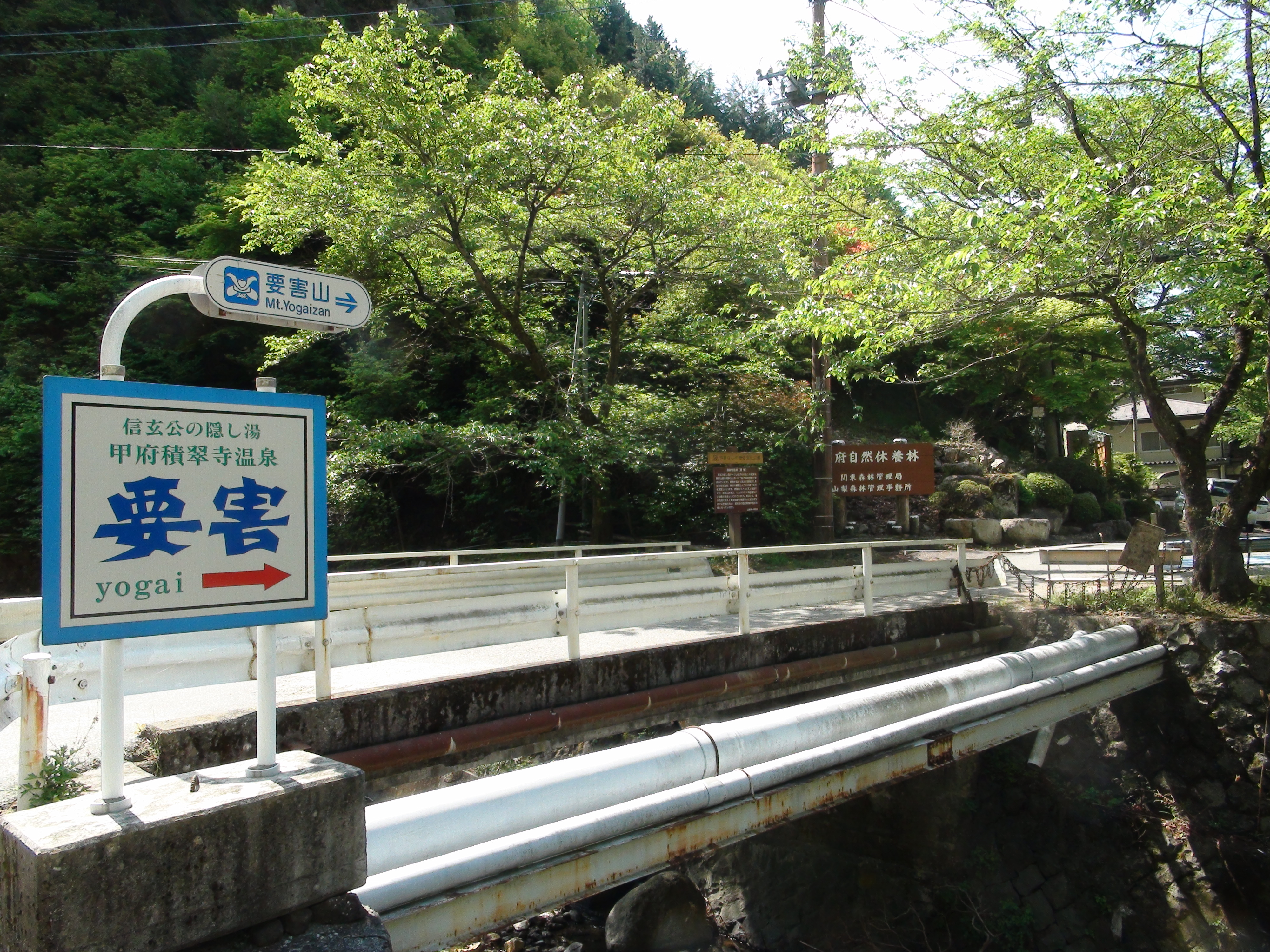
積翠寺温泉 要害

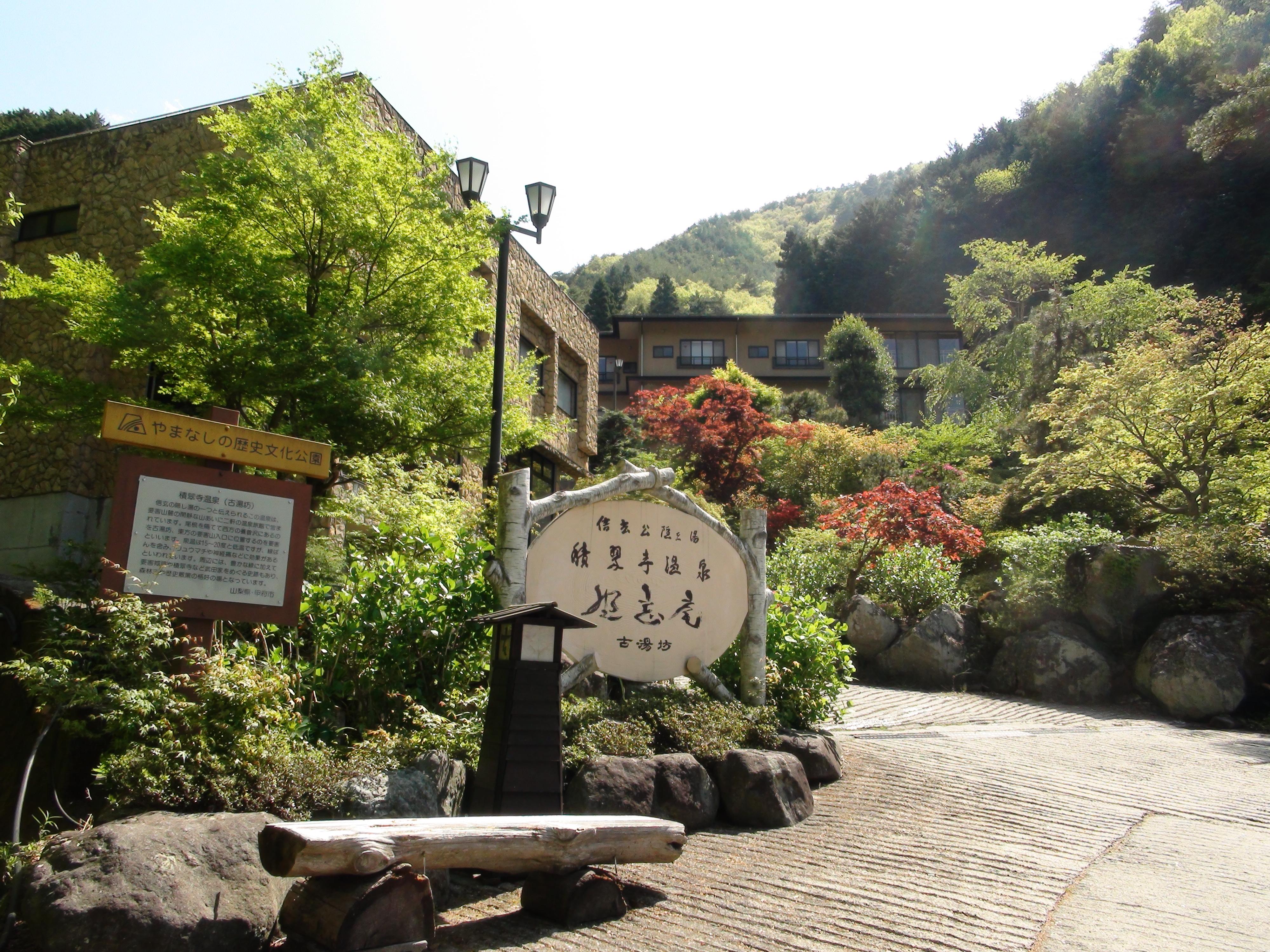
積翠寺温泉 古湯坊 坐忘庵

積翠寺温泉（せきすいじおんせん）は、山梨県甲府市上積翠寺町にある温泉。

## 泉質
- 塩化物泉（低張性弱アルカリ性温泉）

PH値平均7.8
源泉数：2箇所
源泉温度：平均25.6°C
湧出量：毎分84.7リットル

## 温泉街
甲府市街地を形成する相川扇状地の頂部、甲府駅の北約4キロの標高約540〜700メートル、国の史跡に指定されている要害山城の麓に位置している。
積翠寺温泉とは、要害温泉（北緯35度42分12.0秒 東経138度35分32.5秒 / 北緯35.703333度 東経138.592361度）及び古湯坊温泉（北緯35度42分35.5秒 東経138度35分38.2秒 / 北緯35.709861度 東経138.593944度）2湯の総称であり、両温泉にはそれぞれ1軒ずつの旅館が存在する。積翠寺という地名は当地にある寺院名に由来する。市街地に隣接した高台にあるため、甲府盆地の夜景を眺めることができる。
2017年1月31日を以て要害温泉が将来的な施設維持費を考慮した結果閉館となり、古湯坊温泉も老朽化と改修費用の工面がつかないことを理由に同年3月21日より休館となっている。要害温泉は障害者用の福祉施設となる一方で、古湯坊温泉は旅館施設として再開を目指すとしている。

## 歴史
積翠寺近在の要害山城は、『高白斎記』に記される武田信玄生誕の地でもあり、現在も同寺院には信玄の産湯と伝わる井戸が残っている。信玄の本拠地であった躑躅ヶ崎館（現、武田神社）の北方に位置しており、いわゆる「信玄の隠し湯」のひとつでもある。

## アクセス
- 鉄道
  - 中央本線・身延線 甲府駅から山梨交通バス積翠寺行きで約15分、終点下車。もしくはタクシーや送迎バスなど。
    - 積翠寺行きの路線バスは本数が非常に少ないので注意。

## 周辺名所
- 昇仙峡 車で約25分
- 千代田湖 車で約15分
- 武田神社 車で約5分
- 甲斐善光寺 車で約15分